# Baza Pensacola
Baza Pensacola (ang. Pensacola: Wings of Gold, lata 1997–2000) – amerykański serial dramatyczny stworzony przez Williama Blinna. Jego światowa premiera odbyła się 20 września 1997 r. i był emitowany do 20 maja 2000 r. W Polsce serial nadawany był dawniej na kanale Polsat.

## Obsada
Zestawienie obejmuje wszystkich aktorów, którzy wystąpili w co najmniej 6 odcinkach serialu.
- Bobby Hosea jako mjr MacArthur Hammer Lewis, jr (44 odcinki)
- Michael Trucco jako ppor. Tucker Spoon Henry (44 odcinki)
- Sandra Hess jako ppor. Alexandra Ice Jensen (44 odcinki)
- Barbara Niven jako Kate Anderson (43 odcinki)
- Kristanna Loken jako Janine Kelly (22 odcinki)
- Kathryn Morris jako ppor. Annalisa Stinger Lindstrom (22 odcinki)
- Rodney Rowland jako ppor. Bobby Chaser Griffin (22 odcinki)
- Rodney Van Johnson jako ppor. Wendell Ciper McCay (22 odcinki)
- Salvator Xuereb jako ppor. A.J. Buddha Conaway (22 odcinki)
- Kenny Johnson jako ppor. Butch Burner Barnes (27 odcinków)
- James Brolin jako Bill Raven Kelly (66 odcinków)
- David Quane jako Capone (22 odcinki)
- Felicity Waterman jako Mad Dog (22 odcinki)
- Brynn Thayer jako płk Rebecca Hodges (12 odcinków)
- Brent Huff jako Steve Psycho Kessick (11 odcinków)
- Leslie Hardy jako dr Valerie West (10 odcinków)
- Israel Juarbe jako kpr. Martinez (9 odcinków)
- Ali Landry Monteverde jako Teri (9 odcinków)
- Marshall R. Teague jako płk Drayton (7 odcinków)
- Christopher Wiehl jako Swamp (6 odcinków)

## Nagrody
- 1999 – Golden Reel Awards – nominacja w kategorii Best Sound Editing